# Josef Mersa

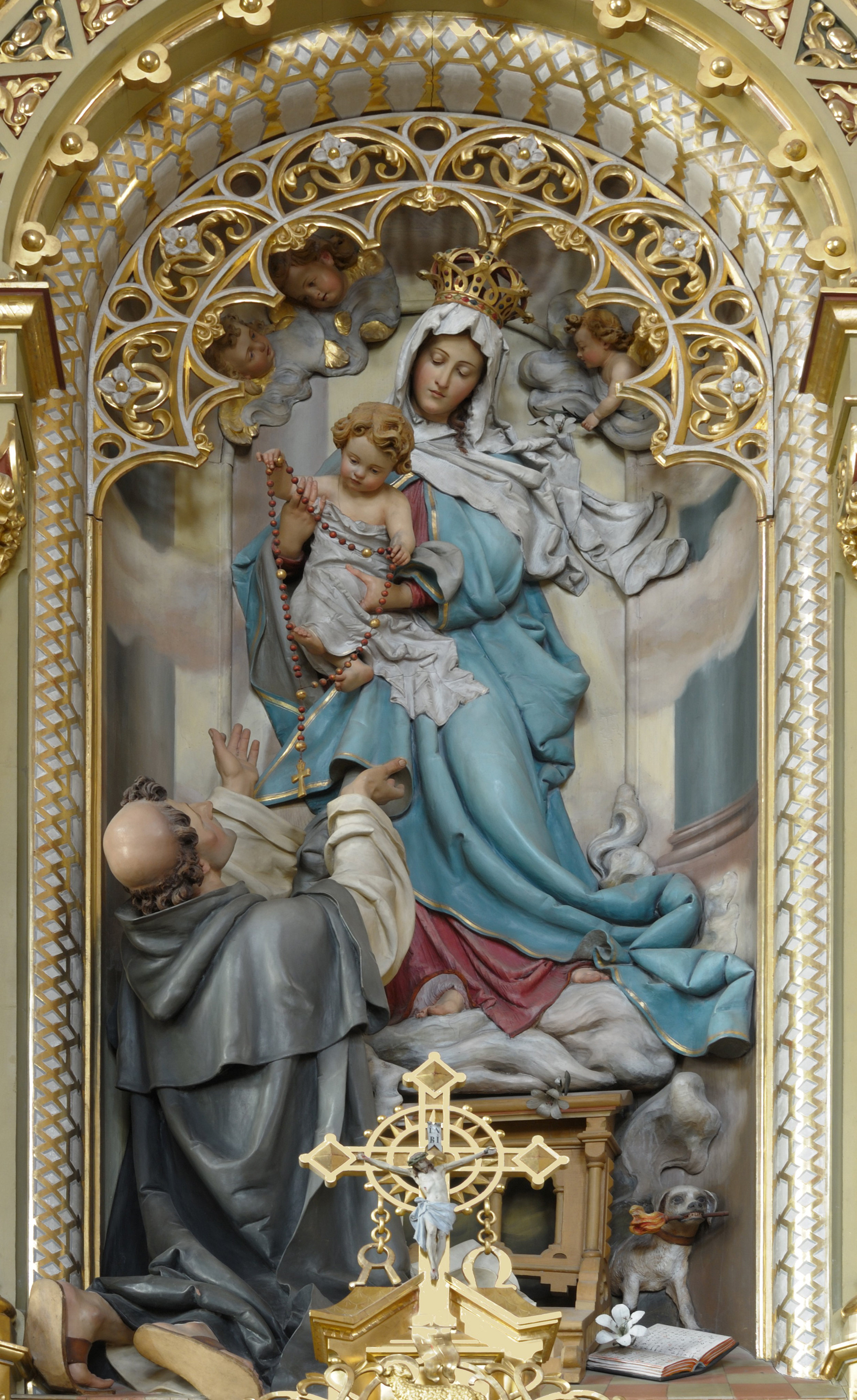
Der Rosenkranzaltar in der Pfarrkirche von St. Ulrich

Josef Mersa oder Ujep Mersa (* 18. Oktober 1871 in Kolfuschg im Gadertal; † 27. September 1914 in Brixen, Südtirol) war ein Tiroler Bildhauer.
Josef Mersa lernte die Bildhauerei in St. Ulrich in Gröden und heiratete dort Elisabeth Rifesser aus der Verlegerfamilie Rifesser da Stufan.
Sein bedeutendstes Werk ist die Rosenkranzmadonna in der Pfarrkirche von St. Ulrich in Gröden. An der Villa Rifesser Stufan in St. Ulrich sind drei Halbfiguren der Tiroler Freiheitskämpfer Andreas Hofer, Katharina Lanz, Joseph Speckbacher und Pater Joachim Haspinger, geschnitzt von Josef Mersa, zu sehen.
Sein Sohn Franz (1909–1974) war 24 Jahre lang Lehrer an der Kunstschule in Brixen und bildete in seiner Brixner Werkstatt zahlreiche Bildhauer aus.

## Bibliographie
- Nadia Chiocchetti: Nosta Jent. Persones y personalités dla Ladinia. Union Generela di Ladins dles Dolomites. Fotolito Longo (keine Jahresangabe). Texte auf Ladin Dolomitan mit Zusammenfassung auf Deutsch und Italienisch. ISBN 88-901703-4-4.
- Eugen Trapp: Kunstdenkmäler Ladiniens: Gadertal, Gröden, Fassatal, Buchenstein, Ampezzo. Istitut Cultural Ladin Micurà de Rü, San Martin de Tor 2003. ISBN 88-8171-044-7

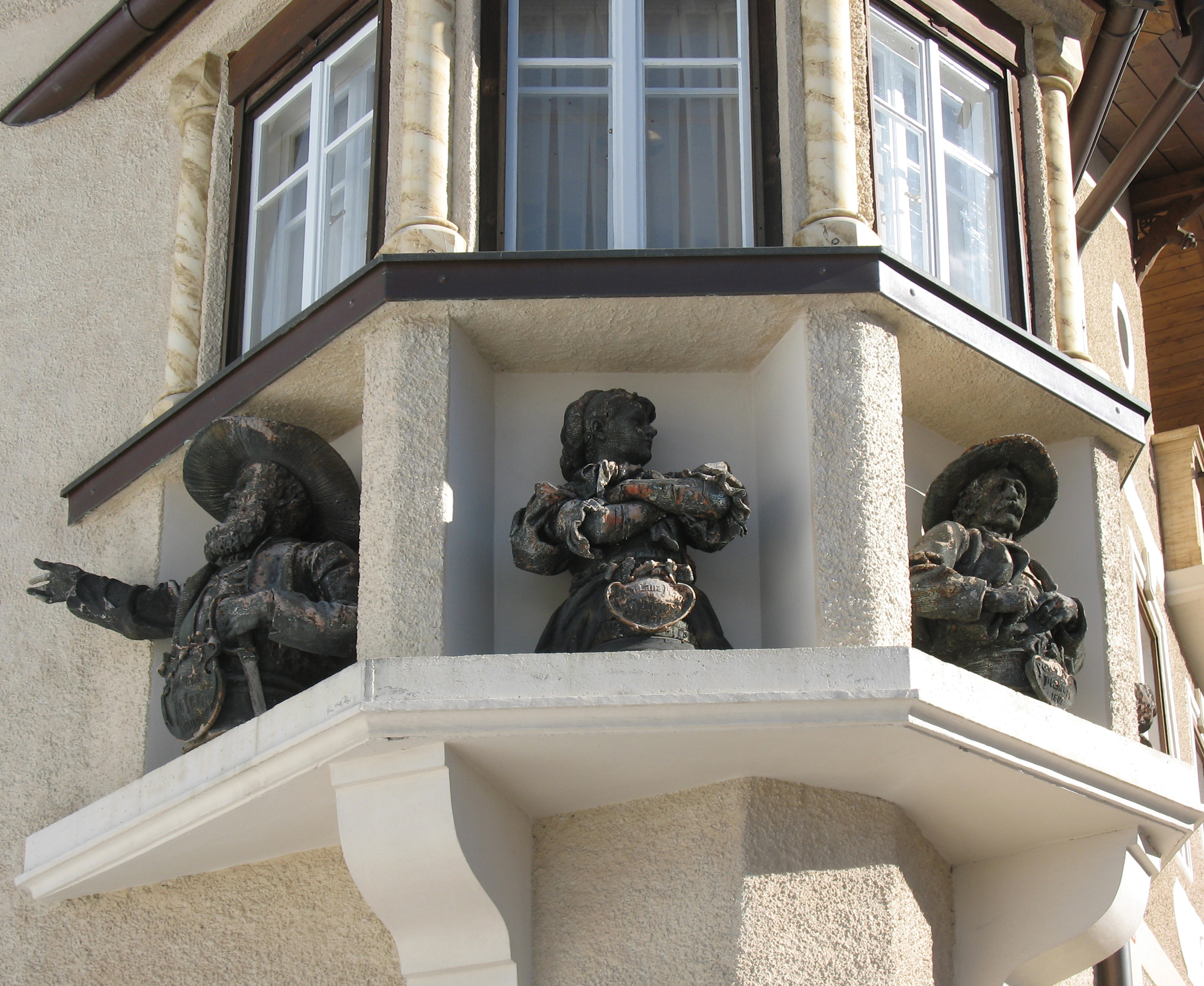
Die Tiroler Freiheitskämpfer Andreas Hofer, Katharina Lanz und Joseph Speckbacher am Haus Stufan in St. Ulrich